# Роберто Хуаррос
Роберто Хуаррос (ісп. Roberto Juarroz, 5 жовтня 1925 — 31 березня 1995) — аргентинський поет, перекладач, есеїст, літературний і кінокритик, з 1984 року член Аргентинської академії письменства. Відзначений почесною премією Аргентинського фонду поезії (1984), премією Жана Мальре (Марсель, 1992), премією Міжнародного бієнале поезії у Льєжі (1992).

## Біографія
Вивчав бібліотекознавство на факультеті філософії і літератури в Університеті Буенос-Айреса, далі навчався у Сорбонні. Працював у різних країнах бібліотекознавцем для ЮНЕСКО і ОАД. Упродовж 1958—1965 років разом із Маріо Моралесом підготував до друку двадцять чисел журналу «Poesía = Poesía». З 1971 р. по 1984 р. керував відділенням бібліотекознавства і документації у своєму рідному університеті.
Роберто Хуаррос є автором чотирнадцяти поетичних збірок. Перша із них побачила світ 1958 року під назвою «Вертикальна поезія» (ісп. Poesía vertical). Усі подальші збірки мають ту ж назву, до якої додається лише порядковий числівник: «Segunda poesía vertical» (1963), «Tercera poesía vertical» (1965) і аж до виданої посмертно, стараннями його дружини Лаури Серрато, «Чотирнадцятої вертикальної поезії» (ісп. Decimocuarta poesía vertical, 1997). До останньої увійшли також «Вертикальні фрагменти» (ісп. Fragmentos verticales) — незакінчені за життя поета і опрацьовані його дружиною уривки прози і поезії. «Ідея вертикальності, — зазначає Хуаррос в одному зі своїх інтерв'ю, — полягає у тім, аби перетнути плаский, стереотипний, звичний вимір, прорватися, вийти за його межі і шукати інше».
Ще у 1963 році Хуліо Кортасар зазначив, що поезії Хуарроса «найвищі і найглибші з усіх, що були написані іспанською мовою в останні роки». Октавіо Пас теж дав вельми схвальний відгук про творчість свого аргентинського колеги: «Кожен вірш Хуарроса є дивовижною словесною кристалізацією: це мова, зведена до краплинки світла. Видатний поет абсолютних моментів». По багатьох роках, після виходу в світ першого тому Poesía vertical 1958—1982 (Emecé, Buenos Aires, 1993), Октавіо Пас додав: «Зачудування і підтвердження: ні, я не помилився, не помилився разом із небагатьма іншими, усвідомивши у ті роки, що ми чуємо унікальний голос у поезії XX століття. До того ж ми не лише почули цей голос, але й побачили його. І побачили ясність».
Поезії Хуарроса перекладалися англійською, французькою, німецькою, голландською, італійською, португальською, польською, російською та іншими мовами.